# Ounet
Ounet è un arrondissement del Benin situato nella città di Banikoara con 14 153 abitanti (dato 2006).